# Je verrai toujours vos visages
Je verrai toujours vos visages je francouzský dramatický film z roku 2023, který režírovala Jeanne Herry podle vlastního scénáře. Snímek měl světovou premiéru dne 29. března 2023.

## Děj
Od roku 2014 jsou ve Francii nabízena opatření restorativní justice. Film zachycuje setkání mezi odsouzenci a oběťmi i veškerou přípravu na tato setkání, která je nedílnou součástí procesu nápravných opatření. Jsou zachyceny čtyři oběti (Sabine, Grégoire, Nawelle a Chloé) postižené různými trestnými činy: únos, vloupání, přepadení a incestní znásilnění. Vývoj obětí je provázen vývojem viníků, tento vývoj někdy vede k nápravě. Tyto cesty se vyznačují mnohočetnými, protichůdnými, měnícími se emocemi.

## Obsazení
| Birane Ba              | Issa             |
| Leïla Bekhti           | Nawelle          |
| Anne Benoît            | Yvette           |
| Dali Benssalah         | Nassim           |
| Élodie Bouchezová      | Judith           |
| Suliane Brahim         | Fanny            |
| Jean-Pierre Darroussin | Michel           |
| Adèle Exarchopoulos    | Chloé Delarme    |
| Gilles Lellouche       | Grégoire         |
| Miou-Miou              | Sabine           |
| Pascal Sangla          | Cyril            |
| Fred Testot            | Thomas           |
| Denis Podalydès        | Paul             |
| Raphaël Quenard        | Benjamin Delarme |
| Sébastien Houbani      | Mehdi            |
| Catherine Arditi       | babička Chloé    |

## Ocenění
- César: nejlepší herečka ve vedlejší roli (Adèle Exarchopoulos), César des lycéens; nominace v kategoriích nejlepší film, nejlepší režie (Jeanne Herry), nejlepší herečka ve vedlejší roli (Leïla Bekhti, Élodie Bouchez, Miou-Miou), nejlepší původní scénář (Jeanne Herry), nejlepší zvuk (Rémi Daru, Guadalupe Cassius, Loïc Prian, Marc Doisne), nejlepší střih (Francis Vesin)